# John McEwen
Sir John McEwen GCMG CH (29 tháng 3 năm 1900 – 20 tháng 11 năm 1980) là một nhà chính trị Úc và là thủ tướng thứ 18 của Úc.
McEwen sinh ra tại Chiltern, Victoria, nơi cha ông là một dược sĩ. Ông học tại các trường phổ thông bang và làm một viên thư ký nhỏ trong cơ quan công quyền lúc 15 tuổi. Ông nhập ngũ ngay khi lên 18 tuổi nhưng Chiến tranh thế giới thứ nhất đã kết thúc khi ông đang được huấn luyện. Ông đã bắt đầu làm trang trại sản xuất bơ sữa tại Stanhope, gần Shepparton.